# 1993-as jégkorong-világbajnokság
Az 1993-as jégkorong-világbajnokság az 57. világbajnokság volt, amelyet a Nemzetközi Jégkorongszövetség szervezett. A vb-ken a csapatok három szinten vettek részt. A világbajnokságok végeredményei alapján alakult ki az 1994-es jégkorong-világbajnokság csoportjainak mezőnye.

## A csoport
1–12. helyezettek
- Oroszország – Világbajnok
- Svédország
- Csehország
- Kanada
- Németország
- Egyesült Államok
- Finnország
- Olaszország
- Ausztria
- Franciaország
- Norvégia
- Svájc – Kiesett a B csoportba

## B csoport
13–20. helyezettek
- Nagy-Britannia – Feljutott az A csoportba
- Lengyelország
- Hollandia
- Dánia
- Japán
- Románia
- Kína
- Bulgária – Kiesett a C csoportba

## C csoport
21–28. helyezettek
- Lettország – Feljutott a B csoportba
- Ukrajna
- Kazahsztán
- Szlovénia
- Magyarország
- Észak-Korea
- Dél-Korea – 1994-ben a D csoportba sorolták
- Ausztrália – 1994-ben a D csoportba sorolták
- Belgium – 1994-ben a D csoportba sorolták
- Spanyolország – 1994-ben a D csoportba sorolták
- Izrael – 1994-ben a D csoportba sorolták
- Dél-afrikai Köztársaság – 1994-ben a D csoportba sorolták